# رافائله سانسون
رافائله سانسون (به ایتالیایی: Raffaele Sansone) بازیکن فوتبال ایتالیایی-اروگوئه‌ای است که از سال ۱۹۳۲ میلادی عضو تیم ملی فوتبال ایتالیا بوده و در ۳ بازی ملی حضور داشته‌است. او در بازی‌های ملی‌اش گلی به ثمر نرساند.
رافائله سانسون آخرین بازی ملی خود را در سال ۱۹۳۹ میلادی انجام داد.